# 剛果墨頭魚
剛果墨頭魚（学名：Garra congoensis）为輻鰭魚綱鯉形目鲤科墨頭魚屬的其中一種，該物種於1959年由Max Poll描述，分布於非洲剛果河下游流域，體長可達10公分。